# ジョン・マクグロックリン
ジョン・マクグロックリン（Jon McGlocklin, 1943年6月10日 - ）はアメリカ男子プロバスケットボールリーグNBAで活躍した元バスケットボール選手。インディアナ州、フランクリン出身。1968年に誕生したミルウォーキー・バックスのオリジナルメンバーであり、1971年の優勝に貢献。背番号『14』はバックスの永久欠番となっている。

## 経歴
フランクリン高校時代はサウス・セントラル・カンファレンスのMVP、得点王に輝き、州のオールチームにも選ばれた。インディアナ大学卒業後、1965年のNBAドラフトで24位指名でシンシナティ・ロイヤルズに入団。ロイヤルズでは2シーズンプ過ごしたが、あまり出場時間を得られることができず、目だった成績を残すことはできなかった。1967年にはエクスパンションにより誕生したサンディエゴ・ロケッツに移籍、さらに翌1968年にもエクスパンション・ドラフトによってミルウォーキー・バックスに移籍した。

### ミルウォーキー・バックス
バックス移籍を契機にマクグロックリンは急成長し、移籍1年目にはキャリアハイとなる19.6得点4.3リバウンドを記録してバックス初のオールスター選手となった。翌1969-70シーズンにはカリーム・アブドゥル＝ジャバーが入団。ジャバーの加入でマクグロックリンの得点アベレージは後退したが、チームは前季の27勝から56勝まで勝ち星を延ばす大躍進を遂げた。翌1970-71シーズンには66勝をあげ、プレーオフでは12勝2敗と圧倒的な強さで勝ち進み、NBAファイナルを制して創部3年目にして初優勝を遂げた。マクグロックリンはプレーオフ期間中平均14.9得点、フィールドゴール成功率53.6%を記録した。
マクグロックリンはバックスで8シーズン過ごし、1975-76シーズンを最後に現役から引退した。バックスでの成績は平均12.6得点、NBA通算成績は11シーズン792試合の出場で、9,169得点2,280アシスト、平均11.6得点2.9アシストだった。
引退後はバックスのキャスターを長年に渡って務めた。また小児癌患者救済のためのMACC財団を設立した。

## プレースタイル・業績
マクグロックリンは『虹』に例えられた高い弧を描くジャンプシュートを得意とし、正確なシュート精度を誇った。当時はNBAに3Pシュートは導入されていなかったが、ロングレンジからでも決められるマクグロックリンのシュートはバックスにとって大きな武器となり、特にインサイドを支配するジャバーとの愛称は抜群だった。ディフェンスがジャバーに集中すれば、マクグロックリンが外からゴールを射抜いてしまうと言う寸法である。1969-70シーズンからは4シーズン連続でフィールドゴール成功率50%以上を記録しており、キャリア通算でも48.9%とガードの選手としては高水準の数字を残している。フリースローも上手く、キャリア通算成功率は84.5%だった。
引退後、彼の背番号はすぐに永久欠番とされたため、バックス史上背番号『14』を着けた選手はマクグロックリンのみとなった。バックスのキャスターとしてのキャリアは25年間に及び、選手時代と併せてマクグロックリンは少なくとも33年間バックスに関わったことになる。
主な業績
- NBAファイナル制覇：1971年
- NBAオールスターゲーム出場：1970年
- インディアナ州20世紀のバスケットボール選手Top50
- インディアナ州スポーツ殿堂
- 背番号『14』はミルウォーキー・バックスの永久欠番